# Kahului
Kahului und Wailuku ist eine zu einem großen Siedlungsraum verwachsene Doppelstadt im Norden der Insel Maui im US-Bundesstaat Hawaii. Kahului ist mit rund 28.000 Einwohnern die größte Stadt und das wirtschaftliche Zentrum der Insel. Wailuku zählt rund 17.700 Einwohner.

## Infrastruktur
Kahului verfügt über einen kleinen Hafen, der auch von zahlreichen Kreuzfahrtschiffen genutzt wird, und den zweitgrößten Flughafen von Hawaii. Der Kahului Airport (OGG) liegt 5 km vom Stadtzentrum und bietet auch Direktverbindungen in die USA. Im Ort gibt es u. a. einen Botanischen Garten, vier Einkaufszentren und zahlreiche weitere Geschäfte, ein Krankenhaus sowie den Hauptcampus des University of Hawai'i Maui College.

## Geschichte
Kurz nachdem König Kamehameha I. 1810 die Insel erobert und das Königreich Hawaii gegründet hatte, wurde der Hafen von Kahului angelegt. Daraufhin legten dort Walfangschiffe an, um ihre Vorräte aufzustocken. Die ersten Geschäfte wurden eröffnet. Als Gründer der Stadt Kahului gelten Henry Baldwin und Samuel Alexander, als sie 1850 Land für Zuckerrohrplantagen erwarben und einen 27 km langen Bewässerungskanal von Haleakala bauten. Nach dem Bau einer Zuckerfabrik zogen immer mehr Plantagenarbeiter in den Ort und es entstanden Straßen, Geschäfte, Schulen, Kirchen sowie die erste amtlich zugelassene Eisenbahnlinie von Hawaii, die Kahului Railroad.
Der Hafen und die Stadt prosperierten, bis 1900 die Beulenpest ausbrach. Der ganze Ort wurde abgebrannt, um die krankheitsverbreitenden Ratten auszurotten. Anschließend wurde die Stadt eilig wieder aufgebaut. Sie etablierte sich erneut als unverzichtbarer Handelshafen. Im Jahr 1901 zählte Kahului bereits 28.000 Einwohner. Es waren vorwiegend chinesische und japanische Einwanderer, die in der Zuckerindustrie arbeiteten. Der Hafen wurde weiter ausgebaut, um größere Schiffe bedienen zu können.
In den 1930er Jahren führte die Konkurrenz billigerer Produktionsländer zum Verlust zahlreicher Arbeitsplätze auf den Zuckerrohrplantagen, sodass viele Einwohner den Ort verließen, um sich auf den Nachbarinseln niederzulassen. Ab 1950 begann Alexander & Baldwin mit dem Bau einer geplanten „Dream City“ mit Einfamilienhäusern, es folgten Geschäfte, Schulen und Parks. Ab den 1960er Jahren wurde die Wirtschaft durch den wachsenden Tourismus belebt und die Bevölkerungszahl stieg erneut an.
Wailuku bedeutet Wasser der Vernichtung und ist bekannt als Ort einer Schlacht, in der eine Armee des Herrschers Kalaniʻōpuʻu von der Insel Hawaiʻi durch Kahekili von Maui beinahe vollständig vernichtet wurde.

## Demographie
Der Zensus 2020 ergab 28.219 Einwohner, die sich zusammensetzten aus: 53,1 % Asiaten, 21,3 % gemischtrassig, 11,7 % Weiße, 10,7 % Hawaiianer und andere pazifische Inselbewohner, 10,1 % Hispanics und 0,9 % Schwarze. Das mittlere Haushaltseinkommen betrug 86.129 US-Dollar.

## Klimatabelle
|                       | Jan  | Feb  | Mär  | Apr  | Mai  | Jun  | Jul  | Aug  | Sep  | Okt  | Nov  | Dez  |   |      |
| Mittl. Tagesmax. (°C) | 26,6 | 26,7 | 27,3 | 27,9 | 29,0 | 29,9 | 30,4 | 30,9 | 30,9 | 30,2 | 28,7 | 27,3 | ⌀ | 28,8 |
| Mittl. Tagesmin. (°C) | 17,6 | 17,4 | 18,1 | 18,9 | 19,4 | 20,6 | 21,4 | 21,6 | 21,0 | 20,7 | 19,8 | 18,4 | ⌀ | 19,6 |
|                       |      |      |      |      |      |      |      |      |      |      |      |      |   |      |
| Niederschlag (mm)     | 105  | 73   | 69   | 47   | 20   | 7    | 10   | 12   | 9    | 31   | 66   | 83   | Σ | 532  |
|                       |      |      |      |      |      |      |      |      |      |      |      |      |   |      |
| Sonnenstunden (h/d)   | 7,0  | 7,4  | 7,7  | 7,9  | 8,9  | 9,7  | 9,5  | 9,2  | 9,0  | 8,0  | 7,1  | 6,9  | ⌀ | 8,2  |
|                       |      |      |      |      |      |      |      |      |      |      |      |      |   |      |
| Regentage (d)         | 8    | 6    | 7    | 6    | 3    | 2    | 3    | 3    | 2    | 4    | 7    | 8    | Σ | 59   |
|                       |      |      |      |      |      |      |      |      |      |      |      |      |   |      |
| Wassertemperatur (°C) | 24   | 24   | 24   | 24   | 25   | 26   | 26   | 26   | 27   | 27   | 26   | 25   | ⌀ | 25,3 |
|                       |      |      |      |      |      |      |      |      |      |      |      |      |   |      |
| Luftfeuchtigkeit (%)  | 78   | 75   | 74   | 72   | 71   | 70   | 70   | 69   | 70   | 73   | 74   | 77   | ⌀ | 72,7 |

| 17,6 |

| 17,4 |

| 18,1 |

| 18,9 |

| 19,4 |

| 20,6 |

| 21,4 |

| 21,6 |

| 21,0 |

| 20,7 |

| 19,8 |

| 18,4 |

| 17,6 |

| 17,4 |

| 18,1 |

| 18,9 |

| 19,4 |

| 20,6 |

| 21,4 |

| 21,6 |

| 21,0 |

| 20,7 |

| 19,8 |

| 18,4 |

## Söhne und Töchter der Stadt
- Danny Ongais (1942–2022), Autorennfahrer
- Eddie Aikau (1946–1978), Rettungsschwimmer und Surfer